# NGC 3212
NGC 3212 је спирална галаксија у сазвежђу Змај која се налази на NGC листи објеката дубоког неба.
Деклинација објекта је + 79° 49' 26" а ректасцензија 10h 28m 16,4s. Привидна величина (магнитуда) објекта NGC 3212 износи 13,7 а фотографска магнитуда 14,5. NGC 3212 је још познат и под ознакама UGC 5643, MCG 13-8-21, CGCG 350-54, IRAS 10232+8004, KCPG 237A, VV 319, ARP 181, CGCG 351-23, NPM1G +80.0059, PGC 30813.